# Milaca
Milaca ist eine Kleinstadt (mit dem Status „City“) und Verwaltungssitz des Mille Lacs County im US-amerikanischen Bundesstaat Minnesota. Das U.S. Census Bureau hat bei der Volkszählung 2020 eine Einwohnerzahl von 3.021 ermittelt.

## Geografie

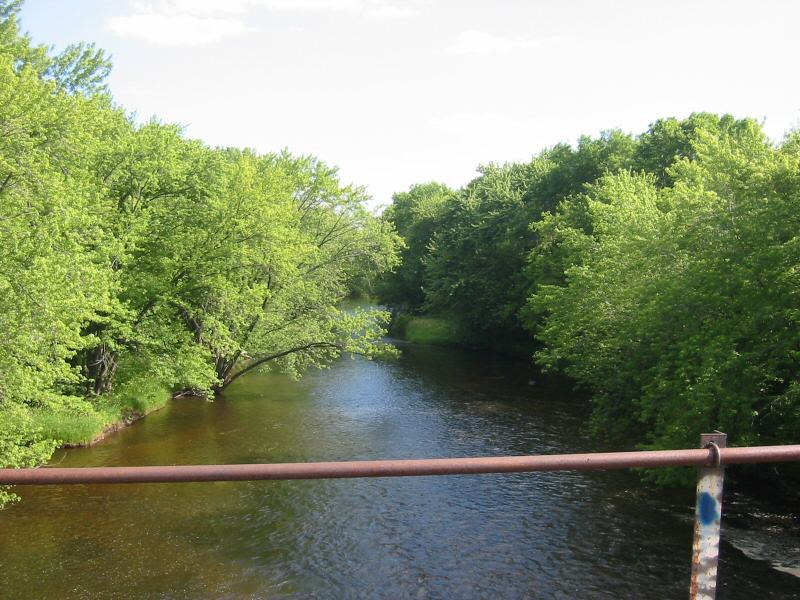
Der Rum River am westlichen Stadtrand

Milaca liegt im nordöstlichen Zentrum Minnesotas am Rum River, einem linken Nebenfluss des oberen Mississippi. Die geografischen Koordinaten sind 45°45′24″ nördlicher Breite und 93°39′05″ westlicher Länge. Die Stadt erstreckt sich über 8,83 km², die sich auf 8,31 km² Land- und 0,52 km² Wasserfläche verteilen.
Benachbarte Orte von Milaca sind Onamia (35,6 km nördlich), Bock (8,7 km nordöstlich), Pease (7,3 km südlich) und Foreston (5,5 km südwestlich).
Die nächstgelegenen größeren Städte sind Minneapolis (103 km südsüdöstlich), Minnesotas Hauptstadt Saint Paul (117 km in der gleichen Richtung), Duluth am Oberen See (186 km nordöstlich), Sioux Falls in South Dakota (401 km südwestlich), Fargo in North Dakota (313 km nordwestlich) und Eau Claire in Wisconsin (246 km südöstlich).

## Verkehr
Der U.S. Highway 169 verläuft in Nord-Süd-Richtung als östliche Umgehungsstraße entlang des Stadtrandes von Milaca. Durch das Zentrum der Stadt verläuft die Minnesota State Route 23, die am östlichen Stadtrand den US 169 kreuzt. Alle weiteren Straßen sind untergeordnete Landstraßen und teils unbefestigte Fahrwege sowie innerörtliche Verbindungsstraßen.
Im nordöstlichen Stadtgebiet befindet sich mit dem Milaca Municipal Airport ein kleiner Regionalflugplatz. Der nächste internationale Flughafen ist der Minneapolis-Saint Paul International Airport (126 km südsüdöstlich).

## Demografische Daten
Nach der Volkszählung im Jahr 2010 lebten in Milaca 2946 Menschen in 1308 Haushalten. Die Bevölkerungsdichte betrug 354,5 Einwohner pro Quadratkilometer. In den 1308 Haushalten lebten statistisch je 2,12 Personen.
Ethnisch betrachtet setzte sich die Bevölkerung zusammen aus 96,1 Prozent Weißen, 0,4 Prozent Afroamerikanern, 1,4 Prozent amerikanischen Ureinwohnern, 0,3 Prozent Asiaten sowie 0,1 Prozent aus anderen ethnischen Gruppen; 1,6 Prozent stammten von zwei oder mehr Ethnien ab. Unabhängig von der ethnischen Zugehörigkeit waren 0,6 Prozent der Bevölkerung spanischer oder lateinamerikanischer Abstammung.
21,5 Prozent der Bevölkerung waren unter 18 Jahre alt, 55,0 Prozent waren zwischen 18 und 64 und 23,5 Prozent waren 65 Jahre oder älter. 51,9 Prozent der Bevölkerung war weiblich.

Das mittlere jährliche Einkommen eines Haushalts lag bei 34.978 USD. Das Pro-Kopf-Einkommen betrug 21.717 USD. 14,9 Prozent der Einwohner lebten unterhalb der Armutsgrenze.

## Bekannte Bewohner
- Belle Bennett (1891–1932) – Schauspielerin – geboren in Milaca[9]
- John H. Burke (1894–1951) – Abgeordneter des US-Repräsentantenhauses – lebte als Kind in Milaca[10]